# Patricia Cornwellová
Patricia Cornwellová (rodným jménem Patricia Carroll Danielsová; 9. června 1956, Miami) je americká spisovatelka a autorka detektivek. Proslavila ji detektivní série, jejíž hlavní postavou je soudní lékařka Kay Scarpettová. Postava má reálný předobraz, soudní lékařku Marcellu Farinelli Fierrovou z Virginie, neboť ostatně první díl série, Postmortem (1990), je inspirován reálným případem vražd v Richmondu ve Virginii a Cornwellová sama šest let pracovala jako počítačová analytička Úřadu hlavního soudního patologa státu Virginia. Debut Postmortem je její nejoceňovanější knihou, získala za něj mj. Edgar Award. Detektivky Cornwellové jsou specifické důrazem na forenzní vědy. Cornwellová se věnovala i literatuře faktu, dvě její knihy jsou věnované Jacku Rozparovači. Cornwellová v nich za Rozparovače označuje britského malíře Waltera Sickerta. Hlavním důkazem jí je DNA, kterou získala ze Sickertových obrazů, jež zakoupila. DNA se má shodovat s DNA, kterou Scotland Yard získal z dopisů Jacka Rozparovače, jež vrah policii zaslal. Potíž této teorie je, že není jisté, jestli dopisy psal skutečný vrah. Jejích knih se celosvětově prodalo více než 120 milionů výtisků. K jejím předkům patří spisovatelka Harriet Beecher Stoweová. V minulosti trpěla depresemi, které připisovala komplikovanému vztahu s otcem, jež souvisel s její lesbickou orientací.

### Série s Kay Scarpettovou
1. Postmortem (1990), česky vyšlo jako Postmortem a Post mortem
2. Body of Evidence (1991), česky vyšlo jako Předmět doličný
3. All That Remains (1992), česky vyšlo jako Příčina smrti
4. Cruel and Unusual (1993), česky vyšlo jako Výjimečný trest
5. The Body Farm (1994), česky vyšlo jako Za řekou Styx
6. From Potter's Field (1995), česky vyšlo jako Mrtvá beze jména
7. Cause of Death (1996), česky vyšlo jako Kalné vody
8. Unnatural Exposure (1997), česky vyšlo jako Nakažlivá smrt
9. Point of Origin (1998), česky vyšlo jako Ohnisko požáru
10. Black Notice (1999), česky vyšlo jako Černý oběžník
11. The Last Precinct (2000), česky vyšlo jako Poslední útočiště
12. Blow Fly (2003), česky vyšlo jako Moucha
13. Trace (2004), česky vyšlo jako Stopa
14. Predator (2005), česky vyšlo jako Predátor
15. Book of the Dead (2007), česky vyšlo jako Kniha mrtvých
16. Scarpetta (2008), česky vyšlo jako Scarpettová
17. The Scarpetta Factor (2009), česky vyšlo jako Faktor Scarpettová
18. Port Mortuary (2010), česky vyšlo jako Posmrtný přístav
19. Red Mist (2011), česky vyšlo jako Krvavá mlha
20. The Bone Bed (2012), česky vyšlo jako Naleziště
21. Dust (2013), česky vyšlo jako Prach
22. Flesh and Blood (2014), česky vyšlo jako Vlastní krev
23. Depraved Heart (2015). česky vyšlo jako Lhostejné srdce
24. Chaos (2016), česky Chaos
25. Autopsy (2021)
26. Livid (2022)
27. Unnatural Death (2023)
28. Identity Unknown (2024)